# Кінне (Лозівський район)
Кінне —  селище в Україні, у Лозівській міській громаді Лозівського району Харківської області. Населення становить 666 осіб. До 2018 орган місцевого самоврядування — Кінненська сільська рада.

## Географія
Селище Кінне знаходиться на відстані 6 км від річки Бритай (правий берег). По селищу протікає пересихаючий струмок з загатами. На відстані 2 км знаходиться селище Лагідне. Знаходиться на відстані 30 км від м.Лозова.

## Історія
- 1897 — заснований як хутір Жуковського.
- 1924-1936 — перейменований як селище Піонерське
- 1936 — перейменовано в селище Кінне.
- 10 червня 2005 — блискавкою було вбито 17-річного пастуха в його перший робочий день. Хлопець збирався вести коней на водопій і вже вставляв ноги в стремена, коли почалася гроза та в табун потрапила блискавка.[1]
- 12 червня 2020 року, відповідно до Розпорядження Кабінету Міністрів України  № 725-р «Про визначення адміністративних центрів та затвердження територій територіальних громад Харківської області», увійшло до складу Лозівської міської громади.[2]
- 17 липня 2020 року, в результаті адміністративно-територіальної реформи та ліквідації колишнього Лозівського району (1923—2020), увійшло до складу новоутвореного Лозівського району Харківської області.[3]

## Економіка
На території селища розміщується Кінзавод №124. Присутній зоопарк, стадіон та іподром.

## Пам'ятки
Братська могила радянських воїнів. Похоронено 128 воїнів.